# ظاهر (فیلم)
ظاهر فیلم ایرانی به کارگردانی حسین عامری، نویسندگی نسیم باستانی و تهیه‌کنندگی محمدرضا کریمی صارمی محصول سال ۱۴۰۲ است. این فیلم در چهل و دومین دوره جشنواره بین‌المللی فیلم فجر اکران شد.

## داستان
ظاهر (شخصیت اصلی فیلم) که ۱۸ سال دارد و در شمال کشور سرباز است، با اکبر و زیبا پیرمرد و پیرزنی که در کلبه‌ای نزدیک پادگان زندگی می‌کنند، آشنا می‌شود و در ادامه اتفاق‌هایی برایش رقم می‌خورد.

## جوایز و افتخارات

### جشنواره فیلم فجر
| مراسم                        | تاریخ برگزاری | رده                                | نامزد        | نتیجه | منبع  |
| ---------------------------- | ------------- | ---------------------------------- | ------------ | ----- | ----- |
| چهل و دومین جشنواره فیلم فجر | ۲۲ بهمن ۱۴۰۲  | بهترین فیلمنامه در بخش جلوه‌گاه شرق | نسیم باستانی | برنده | [ ۳ ] |